# Abutilon benedictum
Abutilon benedictum là một loài thực vật có hoa trong họ Cẩm quỳ. Loài này được Bunbury mô tả khoa học đầu tiên năm 1841.